# Schivereckia
Schivereckia là chi thực vật có hoa trong họ Cải.